# Ranunculus auricomus
Ranunculus auricomus es una especie de planta perenne perteneciente a la familia de las ranunculáceas. Es originaria de las regiones templadas de Eurasia. 

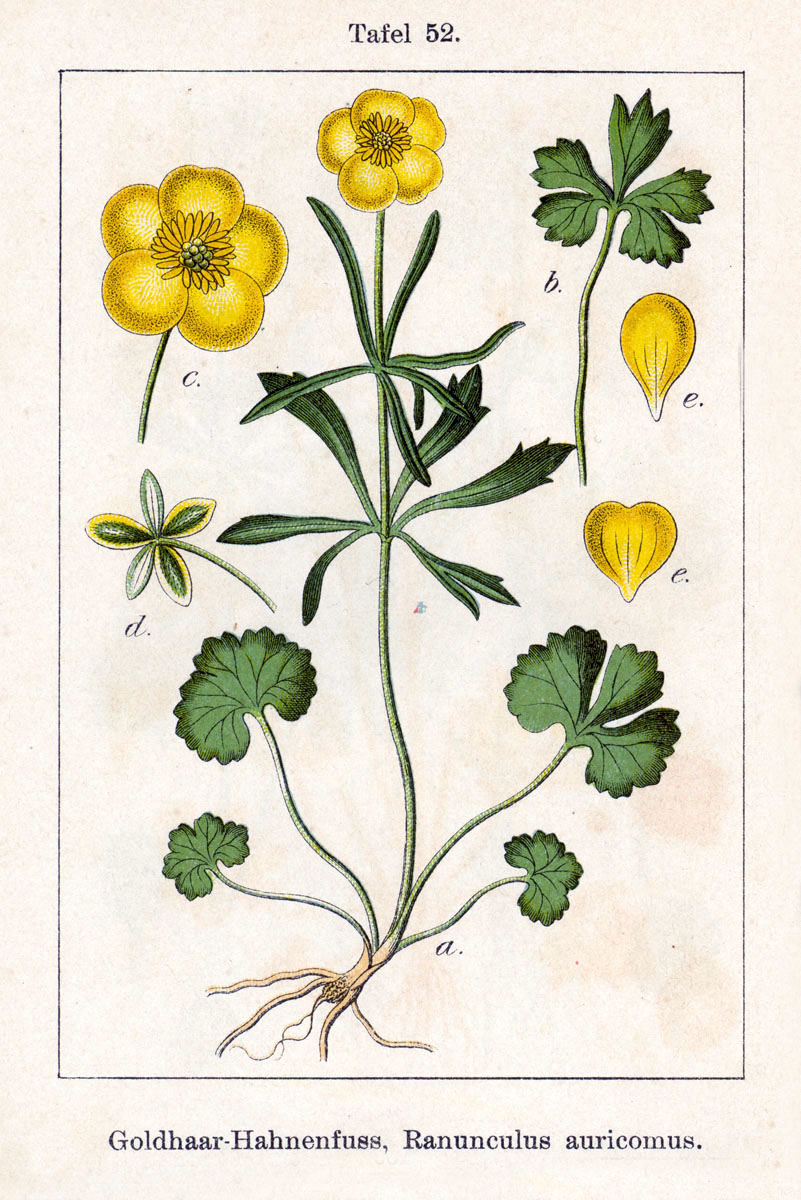
Ilustración

## Descripción
Es una especie calcícola que se encuentra típicamente en los bosques húmedos y en los márgenes del bosque. Es apomíctico , y varios cientos de agamospecies han sido reconocidas. Las hojas del tallo son pocas y están profundamente divididas dando a la planta una apariencia filiforme. Los pétalos se caen fácilmente o pueden no estar presente.

## Propiedades
Estas plantas contienen anemonina, una sustancia muy tóxica para los animales y los seres humanos. De hecho, los herbívoros pastan las hojas de estas plantas con gran dificultad, y sólo después de un buen secado que evapora las sustancias más peligrosas. Incluso las abejas evitan libar su néctar. En la piel humana estas plantas pueden crear ampollas ( dermatitis ), mientras que en la boca pueden causar dolor intenso y ardiente de las membranas mucosas.

## Taxonomía
Ranunculus auricomus fue descrita por Carlos Linneo y publicado en Species Plantarum 1: 551. 1753.
Etimología
Ver: Ranunculus
auricomus: epíteto latino que significa "oreja peluda".
Sinonimia
- Ranunculastrum auricomum Fourr.
- Ranunculus binatus Kit. ex Rchb.[5]